# Med vapen i hand
Med vapen i hand är en svensk kort dramafilm från 1913 i regi av Georg af Klercker. 

## Om filmen
Filmen premiärvisades 27 januari 1913 på biograf Röda Kvarn i Stockholm. Den spelades in vid Svenska Biografteaterns ateljé på Lidingö av Henrik Jaenzon

## Rollista
- Georg af Klercker – Carl Ståhle, löjtnant
- Selma Wiklund af Klercker – Martha Brun, hans fästmö
- Yngwe Nyquist – Herbert Norden, godsägare på Kungsborg
- Victor Arfvidson – Mats, dräng